# Peristicta muzoni
Peristicta muzoni – gatunek ważki z rodziny łątkowatych (Coenagrionidae). Prawdopodobnie jest endemitem Parku Narodowego Serra da Bodoquena w stanie Mato Grosso do Sul w południowo-zachodniej Brazylii.